# Ascorhynchus cooki
Ascorhynchus cooki là một loài nhện biển trong họ Ascorhynchidae. Loài này thuộc chi Ascorhynchus. Ascorhynchus cooki được miêu tả khoa học năm 1987 bởi Child.